# Campeonato NORCECA de Voleibol Masculino de 2019
O Campeonato NORCECA de Voleibol Masculino de 2019 foi a 26.ª edição deste torneio organizado bienalmente pela NORCECA em parceria com a Volleyball Canadá, realizado no período de 2 a 7 de setembro. As três melhores equipes classificadas garantiram acesso ao Torneio de Qualificação Olímpica Final Four da NORCECA, que foi realizado em janeiro de 2020.
A seleção cubana derrotou a seleção norte-americana na final por 3 sets a 1 e conquistou o 16º título de sua história na competição. O ponteiro cubano Miguel Ángel López, que marcou 15 pontos na final, foi eleito o melhor jogador do torneio.

## Seleções participantes
Participaram do campeonato as 7 melhores equipes classificadas no ranking da NORCECA em 2018.
| Equipe               | Última participação |
| -------------------- | ------------------- |
| Canadá               | 2017                |
| Cuba                 | 2015                |
| Estados Unidos       | 2017                |
| Guatemala            | 2017                |
| México               | 2017                |
| Porto Rico           | 2015                |
| República Dominicana | 2017                |

## Local das partidas
| Winnipeg, Canadá  |
| ----------------- |
| Duckworth Centre  |
|                   |
| Capacidade: 1 780 |

## Grupos
| Grupo A    | Grupo B              |
| ---------- | -------------------- |
| Canadá     | Cuba                 |
| México     | Estados Unidos       |
| Porto Rico | Guatemala            |
|            | República Dominicana |

## Formato da disputa
O torneio foi dividido em duas fases: fase classificatória e fase final.
Na fase classificatória as 7 equipes participantes foram divididas em dois grupos, um com três equipes e outro com 4 equipes, cada grupo foi jogado com um sistema de todos contra todos e as equipes foram classificadas conforme os seguintes critérios.
1. Maior número de partidas ganhas.
2. Maior número de pontos obtidos, que são concedidos da seguinte forma:
  - Partida com resultado final 3–0: 5 pontos para o vencedor e 0 pontos para o perdedor;
  - Partida com resultado final 3–1: 4 pontos para o vencedor e 1 pontos para o perdedor;
  - Partida com resultado final 3–2: 3 pontos para o vencedor e 2 pontos para o perdedor;
3. Proporção entre pontos ganhos e pontos perdidos (razão de pontos);
4. Proporção entre os Sets ganhos e os Sets perdidos (razão de sets);
5. Se o empate persistir entre duas equipes, a prioridade é dada à equipe que venceu a última partida entre as equipes envolvidas;
6. Se o empate persistir entre três equipes ou mais, uma nova classificação será feita levando-se em conta apenas as partidas entre as equipes envolvidas.[4]

## Fase classificatória

### Grupo A
|     |            |     | Jogos | Jogos | Jogos | Resultados | Resultados | Resultados | Resultados | Resultados | Resultados | Sets | Sets | Sets  | Pontos | Pontos | Pontos |
| Pos | Equipe     | Pts | T     | V     | D     | 3–0        | 3–1        | 3–2        | 2–3        | 1–3        | 0–3        | V    | P    | R     | V      | P      | R      |
| --- | ---------- | --- | ----- | ----- | ----- | ---------- | ---------- | ---------- | ---------- | ---------- | ---------- | ---- | ---- | ----- | ------ | ------ | ------ |
| 1   | Canadá     | 10  | 2     | 2     | 0     | 2          | 0          | 0          | 0          | 0          | 0          | 6    | 0    | MAX   | 150    | 101    | 1.485  |
| 2   | México     | 5   | 2     | 1     | 1     | 1          | 0          | 0          | 0          | 0          | 1          | 3    | 3    | 1.000 | 120    | 141    | 0.851  |
| 3   | Porto Rico | 0   | 2     | 0     | 2     | 0          | 0          | 0          | 0          | 0          | 2          | 0    | 6    | 0.000 | 125    | 153    | 0.817  |

Resultados
| Data  | Hora  |        | Placar |            | Set 1 | Set 2 | Set 3 | Set 4 | Set 5 | Total | Relatório |
| ----- | ----- | ------ | ------ | ---------- | ----- | ----- | ----- | ----- | ----- | ----- | --------- |
| 2 set | 15:07 | México | 3–0    | Porto Rico | 28–26 | 25–18 | 25–22 |       |       | 78–66 | P2 P3     |
| 3 set | 20:00 | Canadá | 3–0    | México     | 25–10 | 25–17 | 25–15 |       |       | 75–42 | P2 P3     |
| 4 set | 20:00 | Canadá | 3–0    | Porto Rico | 25–20 | 25–18 | 25–21 |       |       | 75–59 | P2 P3     |

### Grupo B
|     |                      |     | Jogos | Jogos | Jogos | Resultados | Resultados | Resultados | Resultados | Resultados | Resultados | Sets | Sets | Sets  | Pontos | Pontos | Pontos |
| Pos | Equipe               | Pts | T     | V     | D     | 3–0        | 3–1        | 3–2        | 2–3        | 1–3        | 0–3        | V    | P    | R     | V      | P      | R      |
| --- | -------------------- | --- | ----- | ----- | ----- | ---------- | ---------- | ---------- | ---------- | ---------- | ---------- | ---- | ---- | ----- | ------ | ------ | ------ |
| 1   | Estados Unidos       | 15  | 3     | 3     | 0     | 3          | 0          | 0          | 0          | 0          | 0          | 9    | 0    | MAX   | 226    | 172    | 1.314  |
| 2   | Cuba                 | 14  | 3     | 3     | 0     | 2          | 1          | 0          | 0          | 0          | 0          | 9    | 1    | 9.000 | 222    | 189    | 1.175  |
| 3   | República Dominicana | 4   | 3     | 1     | 2     | 0          | 1          | 0          | 0          | 0          | 2          | 3    | 7    | 0.429 | 201    | 241    | 0.834  |
| 4   | Guatemala            | 1   | 3     | 0     | 3     | 0          | 0          | 0          | 0          | 1          | 2          | 1    | 9    | 0.111 | 220    | 267    | 0.824  |

Resultados
| Data  | Hora  |                      | Placar |                      | Set 1 | Set 2 | Set 3 | Set 4 | Set 5 | Total  | Relatório |
| ----- | ----- | -------------------- | ------ | -------------------- | ----- | ----- | ----- | ----- | ----- | ------ | --------- |
| 2 set | 13:00 | Guatemala            | 0–3    | Cuba                 | 13–25 | 35–37 | 14–25 |       |       | 62–87  | P2 P3     |
| 2 set | 18:00 | Estados Unidos       | 3–0    | República Dominicana | 25–14 | 25–17 | 25–14 |       |       | 75–45  | P2 P3     |
| 3 set | 15:00 | Guatemala            | 0–3    | Estados Unidos       | 22–25 | 21–25 | 24–26 |       |       | 67–76  | P2 P3     |
| 3 set | 18:00 | Cuba                 | 3–0    | República Dominicana | 25–20 | 25–17 | 25–15 |       |       | 75–52  | P2 P3     |
| 4 set | 15:00 | República Dominicana | 3–1    | Guatemala            | 29–27 | 25–19 | 25–27 | 25–18 |       | 104–91 | P2 P3     |
| 4 set | 18:00 | Estados Unidos       | 3–0    | Cuba                 | 25–17 | 25–21 | 25–22 |       |       | 75–60  | P2 P3     |

## Fase final

### Chaveamento final
|  | Quartas de finais | Quartas de finais    | Quartas de finais |  |  | Semifinais | Semifinais     | Semifinais |  |  | Final          | Final          | Final          |
|  |                   |                      |                   |  |  |            |                |            |  |  |                |                |                |
|  |                   |                      |                   |  |  | 1A         | Canadá         | 1          |  |  |                |                |                |
|  | 2B                | Cuba                 | 3                 |  |  | 2B         | Cuba           | 3          |  |  |                |                |                |
|  | 3A                | Porto Rico           | 0                 |  |  |            |                |            |  |  | 2B             | Cuba           | 3              |
|  |                   |                      |                   |  |  |            |                |            |  |  | 1B             | Estados Unidos | 1              |
|  |                   |                      |                   |  |  | 1B         | Estados Unidos | 3          |  |  |                |                |                |
|  | 2A                | México               | 3                 |  |  | 2A         | México         | 0          |  |  | Terceiro lugar | Terceiro lugar | Terceiro lugar |
|  | 3B                | República Dominicana | 1                 |  |  |            |                |            |  |  | 1A             | Canadá         | 3              |
|  |                   |                      |                   |  |  |            |                |            |  |  | 2A             | México         | 0              |

|  | Sexto lugar          | Sexto lugar |            |   | Quinto lugar | Quinto lugar |
|  |                      |             |            |   |              |              |
|  |                      |             |            |   |              |              |
|  |                      |             |            |   |              |              |
|  |                      |             |            |   |              |              |
|  |                      |             |            |   |              |              |
|  |                      |             |            |   |              |              |
|  | República Dominicana | 2           |            |   |              |              |
|  | República Dominicana | 2           |            |   |              |              |
|  |                      |             | Porto Rico | 3 |              |              |
|  | República Dominicana | 3           | Porto Rico | 3 |              |              |
|  | República Dominicana | 3           |            |   |              |              |
|  | Guatemala            | 1           |            |   |              |              |
|  | Guatemala            | 1           |            |   |              |              |

### Quartas de final
| Data  | Hora  |        | Placar |                      | Set 1 | Set 2 | Set 3 | Set 4 | Set 5 | Total | Relatório |
| ----- | ----- | ------ | ------ | -------------------- | ----- | ----- | ----- | ----- | ----- | ----- | --------- |
| 5 set | 18:00 | México | 3–1    | República Dominicana | 25–19 | 25–21 | 17–25 | 25–17 |       | 92–82 | P2 P3     |
| 5 set | 20:30 | Cuba   | 3–0    | Porto Rico           | 25–21 | 25–22 | 28–26 |       |       | 78–69 | P2 P3     |

### Quinto lugar
| Data  | Hora  |                      | Placar |            | Set 1 | Set 2 | Set 3 | Set 4 | Set 5 | Total  | Relatório |
| ----- | ----- | -------------------- | ------ | ---------- | ----- | ----- | ----- | ----- | ----- | ------ | --------- |
| 6 set | 15:00 | República Dominicana | 2–3    | Porto Rico | 25–23 | 14–25 | 25–21 | 23–25 | 6–15  | 93–109 | P2 P3     |

### Semifinais
| Data  | Hora  |                | Placar |        | Set 1 | Set 2 | Set 3 | Set 4 | Set 5 | Total | Relatório |
| ----- | ----- | -------------- | ------ | ------ | ----- | ----- | ----- | ----- | ----- | ----- | --------- |
| 6 set | 18:00 | Canadá         | 1–3    | Cuba   | 25–17 | 22–25 | 22–25 | 19–25 |       | 88–92 | P2 P3     |
| 6 set | 20:30 | Estados Unidos | 3–0    | México | 25–18 | 25–16 | 25–23 |       |       | 75–57 | P2 P3     |

### Sexto lugar
| Data  | Hora  |                      | Placar |           | Set 1 | Set 2 | Set 3 | Set 4 | Set 5 | Total  | Relatório |
| ----- | ----- | -------------------- | ------ | --------- | ----- | ----- | ----- | ----- | ----- | ------ | --------- |
| 7 set | 11:00 | República Dominicana | 3–1    | Guatemala | 28–30 | 25–13 | 28–26 | 25–19 |       | 106–88 | P2 P3     |

### Terceiro lugar
| Data  | Hora  |        | Placar |        | Set 1 | Set 2 | Set 3 | Set 4 | Set 5 | Total | Relatório |
| ----- | ----- | ------ | ------ | ------ | ----- | ----- | ----- | ----- | ----- | ----- | --------- |
| 7 set | 14:00 | Canadá | 3–0    | México | 25–14 | 25–18 | 25–12 |       |       | 75–44 | P2 P3     |

### Final
| Data  | Hora  |      | Placar |                | Set 1 | Set 2 | Set 3 | Set 4 | Set 5 | Total | Relatório |
| ----- | ----- | ---- | ------ | -------------- | ----- | ----- | ----- | ----- | ----- | ----- | --------- |
| 7 set | 16:00 | Cuba | 3–1    | Estados Unidos | 25–18 | 21–25 | 25–20 | 25–20 |       | 96–83 | P2 P3     |

## Classificação final
| Pos. | Equipe               |
| ---- | -------------------- |
| 1    | Cuba                 |
| 2    | Estados Unidos       |
| 3    | Canadá               |
| 4    | México               |
| 5    | Porto Rico           |
| 6    | República Dominicana |
| 7    | Guatemala            |

## Premiações
| Campeonato NORCECA de 2019 |
| Cuba                       |
| -------------------------- |
| Cuba Campeã (16º título)   |

### Individuais
Os atletas que se destacaram individualmente foramː
| - Most Valuable Player (MVP) Miguel Ángel López - Melhor oposto Maurice Torres - Melhores ponteiros Torey DeFalco Stephen Maar | - Melhor levantador Luis Guillermo García - Melhores centrais Roamy Alonso Jeffrey Jendryk - Melhor líbero Kyle Dagostino |